# M8 motorway
Der M8 motorway (englisch für ‚Autobahn M8‘) in Schottland verbindet Edinburgh mit Glasgow.

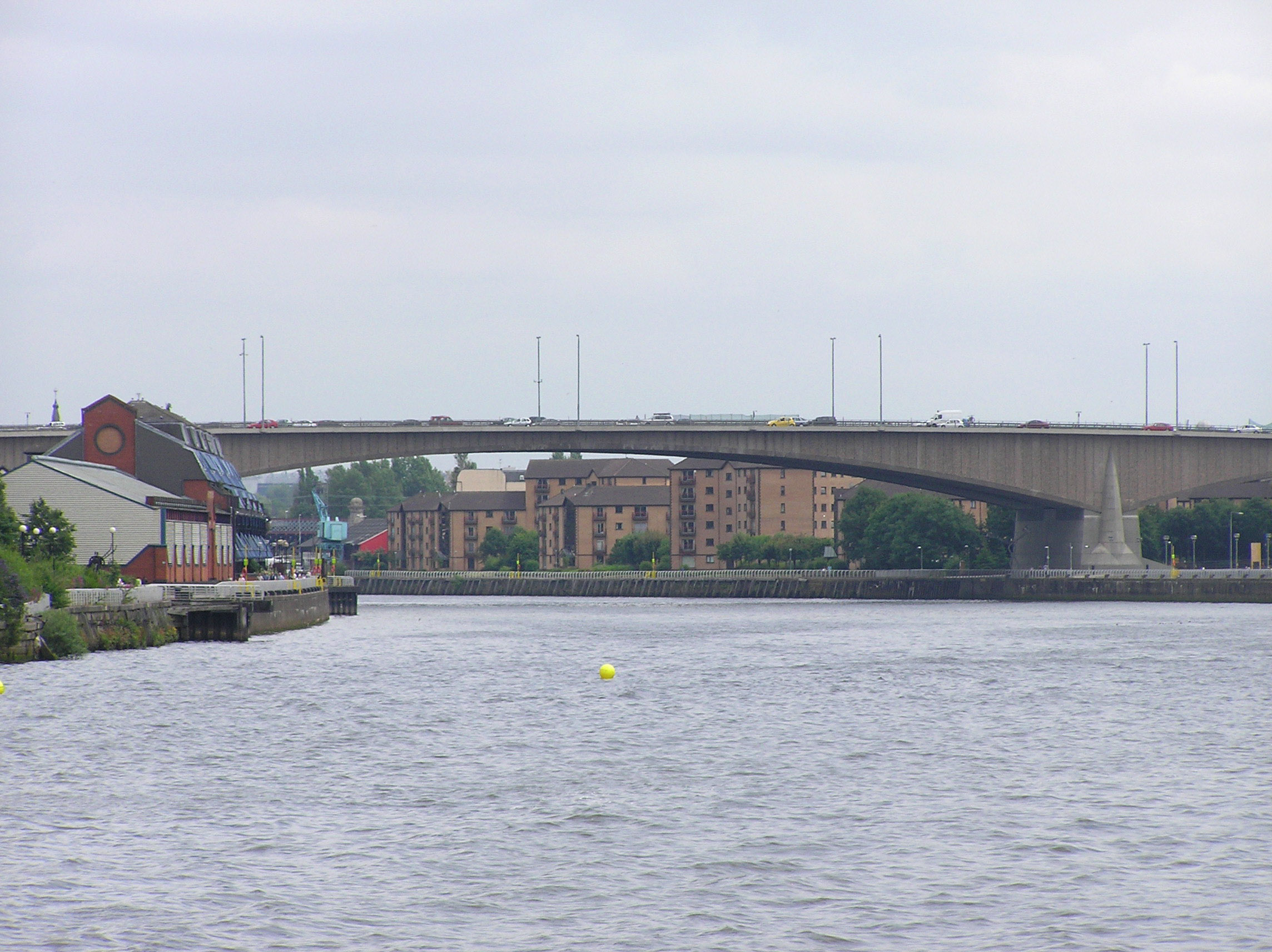
Die Kingston Bridge in Glasgow, ein Teil der Stadtstrecke

Die Autobahn M8 beginnt an der Umgehungsstraße von Edinburgh A720. Am darauffolgenden Autobahndreieck zweigt die M9 Richtung Stirling ab. Im Verlauf durch Glasgow schließen die M73, M80 und M77 an, nahe dem Stadtzentrum überquert die Kingston Bridge den Fluss Clyde, danach schließt die M74 mittels einer Autobahngabelung an. Westlich von Glasgow überquert als kurze Querspange zur A82 die M898 auf der Erskine Bridge den Clyde. Die M8 als Autobahn endet etwa 10 Meilen vor Greenock, die fortsetzende vierspurige Straße dort wird wiederum A8 genannt.
Zwischen Airdrie und Baillieston kurz vor Glasgow hatte die durchgängige Verbindung bis 2017 nur Schnellstraßenstatus und wurde als A8 bezeichnet. Die Schließung der Lücke zwischen Airdrie und Baillieston erfolgte am 30. April 2017, seitdem besteht eine durchgängige Autobahnverbindung zwischen Edinburgh und Glasgow.